# Resolute (Schiff, 1850)

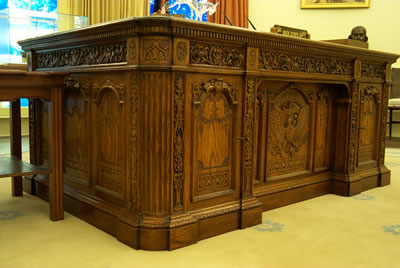
Replik des US-Resolute-Schreibtisches in der Jimmy Carter Library and Museum

Die HMS Resolute war ein im Jahre 1850 von der britischen Royal Navy in Dienst gestelltes Segelschiff, das vor allem für die Polarforschung eingesetzt wurde und bis 1879 im aktiven Dienst stand.

## Geschichte
Der Rumpf der Bark (ex-Refuge, ex-Ptarmigan) wurde 1851 bei Smiths Dock Company überholt bzw. verstärkt und für Polarfahrten mit einer Heizanlage nachgerüstet. Das Schiff war 1852 unter dem Kommando von Captain Henry Kellett Teil einer Expeditionsflotte, die sich auf die Suche nach der seit 1845 in der Arktis verschollenen Franklin-Expedition begab. Die Resolute und eines ihrer Schwesterschiffe liefen sich jedoch bald im Packeis des Viscount-Melville-Sund fest und mussten 1853 von ihren Mannschaften aufgegeben werden. Das Schiff kam aber wieder frei und wurde am 16. September 1855 – fast 2000 Kilometer von ihrem letzten Liegeplatz entfernt – als Geisterschiff in der Baffin Bay treibend vom amerikanischen Walfänger George Henry gesichtet. Die Resolute wurde danach erneut vom Packeis der Davisstraße nahe der Baffininsel eingeschlossen, war aber noch seetüchtig und konnte von den Walfängern als Prise in den Hafen von New London, im Bundesstaat Connecticut, gesegelt werden. Sie wurde schließlich vom Kongress der Vereinigten Staaten für 40.000 Dollar erworben, wieder seeklar gemacht und am 17. Dezember 1856 als Zeichen des Friedens zwischen beiden Nationen offiziell der britischen Königin Victoria übergeben. Die britische Krone ließ später aus Dankbarkeit wiederum einen aus ihrem Holz gefertigten Schreibtisch anfertigen, der bis heute im Oval Office des Weißen Hauses dem jeweiligen Präsidenten der Vereinigten Staaten als Möbel dient. Die Bark diente der Royal Navy noch 20 Jahre und wurde 1879 abgewrackt.

## Nachnutzung
Königin Victoria beauftragte einen Schreiner, aus den Balken der Schiffsplanken einen Schreibtisch zu fertigen. Dieser wurde dem amerikanischen Präsidenten Rutherford B. Hayes am 23. November 1880 zum Geschenk gemacht. Dieser „Resolute Desk“ genannte Schreibtisch wurde seither von allen amerikanischen Präsidenten mit Ausnahme von Lyndon B. Johnson, Richard Nixon und Gerald Ford benutzt. John F. Kennedy brachte den Schreibtisch erstmals in das Oval Office des Weißen Hauses, das offizielle Arbeitszimmer des US-Präsidenten. Seither benutzen ihn die meisten Präsidenten dort; einige, wie George H. W. Bush, ließen ihn aber in ihr privates Arbeitszimmer in ihrem Wohnhaus bringen.
Victoria ließ für sich selbst ebenfalls einen Schreibtisch aus den Planken der Resolute fertigen, der viele Jahre im Buckingham Palace stand. Dieser Tisch sieht aber, im Gegensatz zur fiktiven Handlung des Films Das Vermächtnis des geheimen Buches, anders als der den USA geschenkte aus. Repliken des US-Schreibtisches existieren hingegen in vier Präsidenten-Bibliotheken, etwa der Jimmy Carter Library and Museum (siehe Bild).

## Trivia
Das Expeditionskreuzfahrtschiff Hanseatic wurde nach der Übernahme durch die kanadische Reederei One Ocean Expeditions in Andenken an die Resolute in RCGS Resolute umbenannt.